# Núria Marqués Marroquín
Núria Marqués Marroquín (Ciutadella de Menorca, 6 de març de 1975) és una artista visual multidisciplinària que viu i treballa a Barcelona. És llicenciada en Belles Arts i DEA per la Universitat de Barcelona. És tracta d'una de les artistes més rellevats del panorama actual de l'art contemporani de Menorca.

## Biografia
Va néixer el 6 de març de 1975 a Ciutadella de Menorca. És una artista que treballa amb la fotografia, el dibuix, la il·lustració, l'escultura i el vídeo. Des dels anys 90 del segle passat que la seva recerca ha anat evolucionat i pivotant entorn d'un discurs centre en el seu jo interior, des de les emocions que afloren a partir de les pressions socials i psicològiques a les quals les persones es veuen exposades a diari i de com l'autodefensa és la cerca de la felicitat tot creant paradisos artificials. Treballa amb sentiments i emocions primàries com la por i de com es trasllada a trastorns psicològics com l'angoixa o l'ansietat o els atacs de pànic. Aquesta temàtica és concebuda com l'emmirallament d'una societat exigent envoltada d'incerteses.
La seva obra més recent és "Spleen in Teherán. Càmera Lúcida" va ser la guanyador de la convocatòria oberta 2022 de l'Institut d'Estudis Baleàrics i seleccionada per representar el seu estand a la fira ARCO, recentment celebrada a Madrid. En aquesta obra continua explorant sobretot a través del dibuix la visió occidental d'un país oriental com Iran.
Ha estat reconeguda amb diversos premis, com el premi Art Jove’ 04 atorgat pel Govern de les Illes Balears, una menció honorífica al 4e Festival d’Images Artístiques Vidéo al Centre culturel français, Milà (2004), la Beca Auditòrium Sa Màniga- Fundació “Sa Nostra”, Palma, i una menció honorífica als Premis Ciutat de Palma, Ajuntament de Palma (2005). La seva obra ha estat exposada en museus i centres d’art com el Museo de Arte Contemporánea de Vigo (2003), el Centre de Cultura Contemporània de Barcelona (2003-2004), el Centre de Cultura “Sa Nostra” de Palma, la Sala de Cultura “Sa Nostra” de Ciutadella, Maó i Eivissa (2005), el Círculo de Bellas Artes de Madrid (2006), el Centre d’Art Santa Mònica de Barcelona (2006) i el Mori Art Museum de Tòquio (2006).